# Tampomas
Le Tampomas est un stratovolcan d'Indonésie, situé à l'ouest de l'île de Java.

## Géographie
Son altitude est de 1 684 m. Il est situé à proximité de la ville de Sumedang dans le kabupaten de Sumedang.

## Histoire
La date de dernière éruption n'est pas connue.